# La muerte camina con tacón alto
La muerte camina con tacón alto es una película de suspense con toques de terror dirigida por Luciano Ercoli en 1971.

## Argumento
Un hombre que ha robado una fortuna en diamantes es asesinado en el vagón de tren en el que viaja. La hija de la víctima, una bella modelo, es interrogada repetidamente por la policía, sin que pueda aclarar nada sobre quien pudo ser el responsable del crimen, ni del paradero del botín. Al mismo tiempo, una amenazante presencia, con tacones altos y lentes azules, comenzará a acosarla. La joven creerá posteriormente que el asesino es su novio, por lo que opta por huir y esconderse, encontrando entonces la ayuda de un médico.

## Comentario
La muerte camina con tacón alto es uno de los thrillers de horror que a principios de la década de los 70 realizase el italiano Luciano Ercoli, en la línea de obras similares de Dario Argento, como El pájaro de las plumas de cristal. Protagonizó todos ellos la modelo y actriz española Nieves Navarro, casada en aquel entonces con Ercoli, y afincada profesionalmente en Italia. Nieves Navarro aparecería acreditada en estos títulos con su habitual seudónimo anglosajón de Susan Scott. El rodaje se llevó a cabo mayormente en exteriores de la Costa Brava gerundense, en Cataluña, España, excepto algunas escenas filmadas en París. En mayo de 2010 tenía lugar un homenaje al film en Barcelona, con la proyección de la película, a la que asistieron el realizador, Luciano Ercoli, y su actriz protagonista, Nieves Navarro.

## Títulos
En los países coproductores fueron La muerte camina con tacón alto, en España, y La morte cammina con i tacchi alti, en Italia. El título en inglés para la distribución internacional fue Death walks on high heels. En Francia se titularía Nuits d'amour et d'épouvante.

## Estreno
1. 19 de noviembre de 1971 ( Italia)
2. 2 de abril de 1972 ( España)
3. 26 de febrero de 1975 ( Francia)